# Alamosite
La alamosite è un minerale.